# Euxoa labradoriensis
Euxoa labradoriensis är en fjärilsart som beskrevs av Otto Staudinger 1881. Euxoa labradoriensis ingår i släktet Euxoa och familjen nattflyn. Inga underarter finns listade i Catalogue of Life.